# Otto Eberhardt (Maler)
Otto Eberhardt (* 28. September 1930 in Mannheim; † 20. Mai 2019 in Schwetzingen) war ein deutscher Maler und Grafiker.

## Leben
Otto Eberhardt studierte in den 1950er-Jahren Malerei und Grafik bei HAP Grieshaber an der Kunstakademie Karlsruhe. Außerdem war er Philologie- und Geschichtsstudent. Ferner lebte er in der Zeit, da er sich dem akademischen Studium italienischer Literatur und Archäologie zuwandte, in Turin.
Sein künstlerisches Schaffen, welches zu einem großen Teil aus Öl- und Aquarellgemälden von ihm besuchter Orte besteht, ist durch seine viele Reisen nach Südeuropa, Ägypten, Indien und in viele weitere Länder geprägt.
Otto Eberhardt war ab 1959 Lehrer an einem Gymnasium und auch in den Bereichen Fotografie und Theater aktiv.
Eberhardts Arbeiten umfassen neben Gemälden auch Farbholzschnitte, Mosaiken und Zeichnungen. Seine Werke befinden sich in Privatsammlungen in ganz Deutschland sowie St. Petersburg und Karunagappally, Kerala. Im Otto-Eberhardt-Haus Schwetzingen, wo er ab 1970 lebte und arbeitete, ist ein Teil von ihnen ausgestellt.
Den mit einem Mosaik verzierten Grabstein an seinem Grab hat Otto Eberhardt selbst angefertigt.

## Ausstellungen (Auswahl)
- Galerie Friedrich, Schwetzingen (1983)
- Schloss Lunéville (1994, 1995)
- St. Petersburg, Dostojewskij-Museum, „St. Petersburg und Venedig“ (1997)
- Villa Meixner, Brühl, „Ins Holz geschnitzte Paradiese“ (2010)
- Weitere Ausstellungen in Heidelberg, Landau, Rastatt, Stuttgart, St. Petersburg, Rom und Turin.